# Maxime Le Bourhis
Pour les articles homonymes, voir Le Bourhis.
Pas d'image ? Cliquez ici

a Compétitions nationales et continentales officielles uniquement.

b Matchs officiels uniquement.
Dernière mise à jour le 11 juillet 2015.
Maxime Le Bourhis, né le 11 juillet 1989, est un joueur français de rugby à XV qui évolue au poste d'ailier ou d'arrière au club de floirac.

## Biographie
Après avoir porté les couleurs du Stade rochelais en junior, il signe, en 2007 avec ce même club un contrat professionnel avec son club formateur. Pour la saison 2014-2015, il s'engage avec l'US Oyonnax. Après une saison difficile à Oyonnax, il signe au SC Albi pour l'année 2015-2016. Il rejoint par la suite l'US Cognac.
Il signe en juin 2017 pour deux ans au RC Vannes. Malgré tout, il prend sa retraite après une année, à l'intersaison 2018.
En 2019, il rejoint le Servette Rugby Club de Genève en Fédérale 3, où il rejoint son frère Paul Le Bourhis.

## Palmarès

### En club
- Pro D2 :
  - Vainqueur des phases finales : 2010 et 2014 avec le Stade rochelais
- Challenge européen : 
  - Quart de finaliste : 2011 avec le Stade rochelais.

### En équipe nationale
- Équipe de France universitaire : champion d'Europe en 2010